# Karlobag
Karlobag – miasto w Chorwacji, w żupanii licko-seńskiej, siedziba gminy Karlobag. W 2011 roku liczyło 468 mieszkańców.

## Geografia
Jest położony nad brzegiem Kanału Welebickiego, naprzeciwko wyspy Pag, niedaleko przełęczy Oštarijska vrata, 65 km na południowy wschód od Senja.
Przebiega przezeń Magistrala Adriatycka oraz droga do miejscowości Plitvička Jezera, będąca połączeniem wybrzeża adriatyckiego z Liką. Miejscowa gospodarka oparta jest na turystyce.

## Historia
Nieopodal dzisiejszego miasta znajdowała się iliryjska osada Vegia, w czasach rzymskich nazywana Vegium. W IX wieku na starożytnych ruinach zbudowano nową osadę.
Pierwsza historyczna wzmianka o Karlobagu pochodzi z 1251 roku. W średniowieczu był on własnością rodów Tugomericiów, Šubiciów i Kurjakoviciów. Pod rządami tych ostatnich, na początku XIV wieku, dotychczasowa osada została opuszczona i zbudowano nową ufortyfikowaną osadę, leżącą bezpośrednio nad morzem i nadano jej nazwę Bag.
W 1480 roku został zajęty przez siły króla Macieja Korwina. W 1525 roku miasto zostało zniszczone przez Imperium Osmańskie. Zostało odbudowane w 1579 roku przez arcyksięcia Karola Styryjskiego, na cześć którego rok później zostało przemianowane na Karlobag. W latach 1580–1693 Karlobag wchodził w skład Pogranicza Wojskowego, a następnie znalazł się pod bezpośrednią władzą cesarską. W 1593 roku miasto zostało ponownie zniszczone, tym razem przez Wenecjan.
W 1757 roku Maria Teresa potwierdziła prawa miejskie. Za rządów Józefa II Karlobag znalazł się ponownie w granicach Pogranicza Wojskowego. W 1813 roku, podczas wojen napoleońskich był bombardowany przez flotę angielską. W 1881 roku został przeniesiony pod administrację cywilną.
W XX wieku nastąpił rozwój turystyki. W 1920 roku oddano do użytku miejskie kąpielisko. W trakcie II wojny światowej Karlobag ucierpiał w wyniku alianckich nalotów.

## Galeria zdjęć

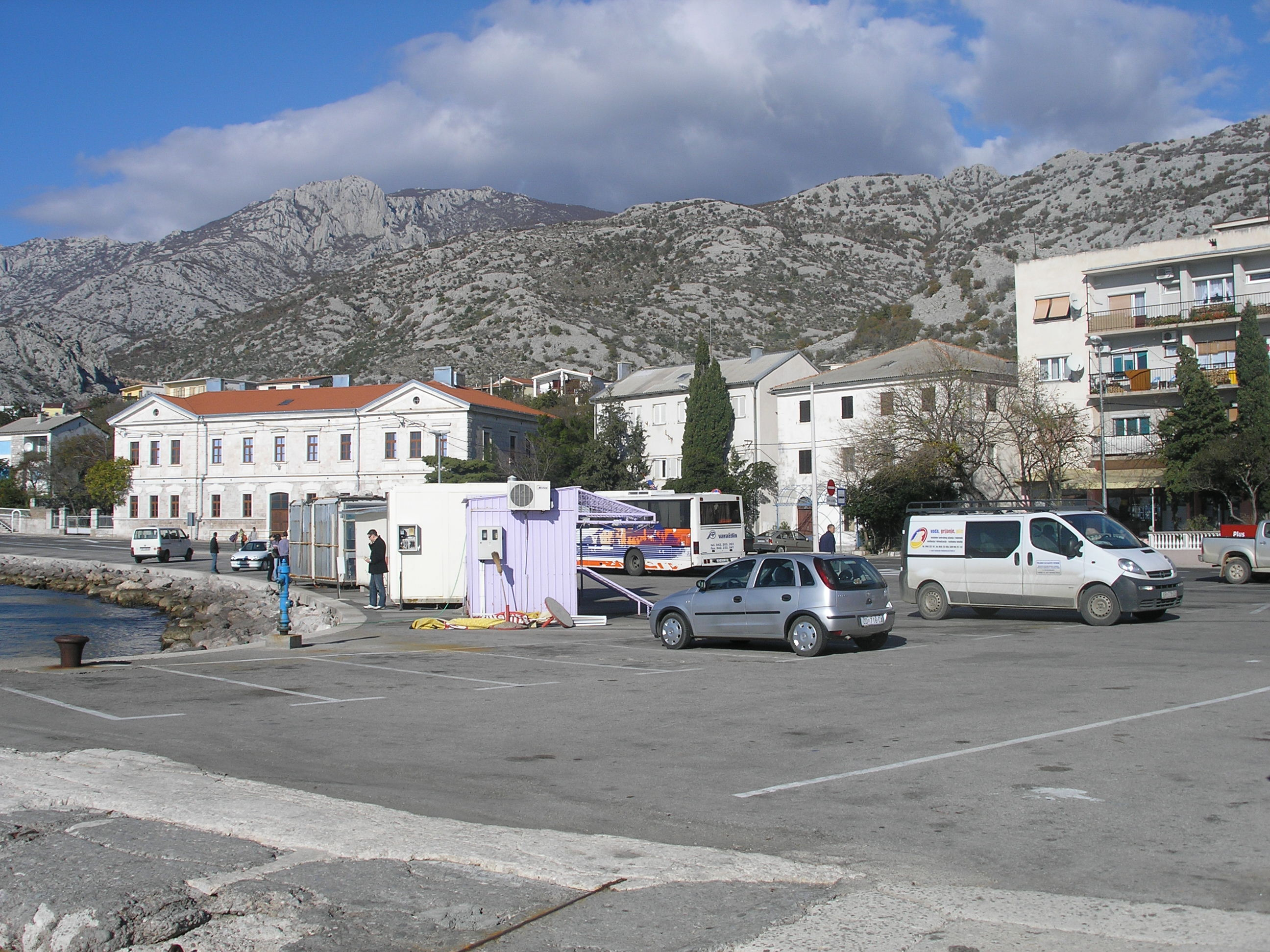
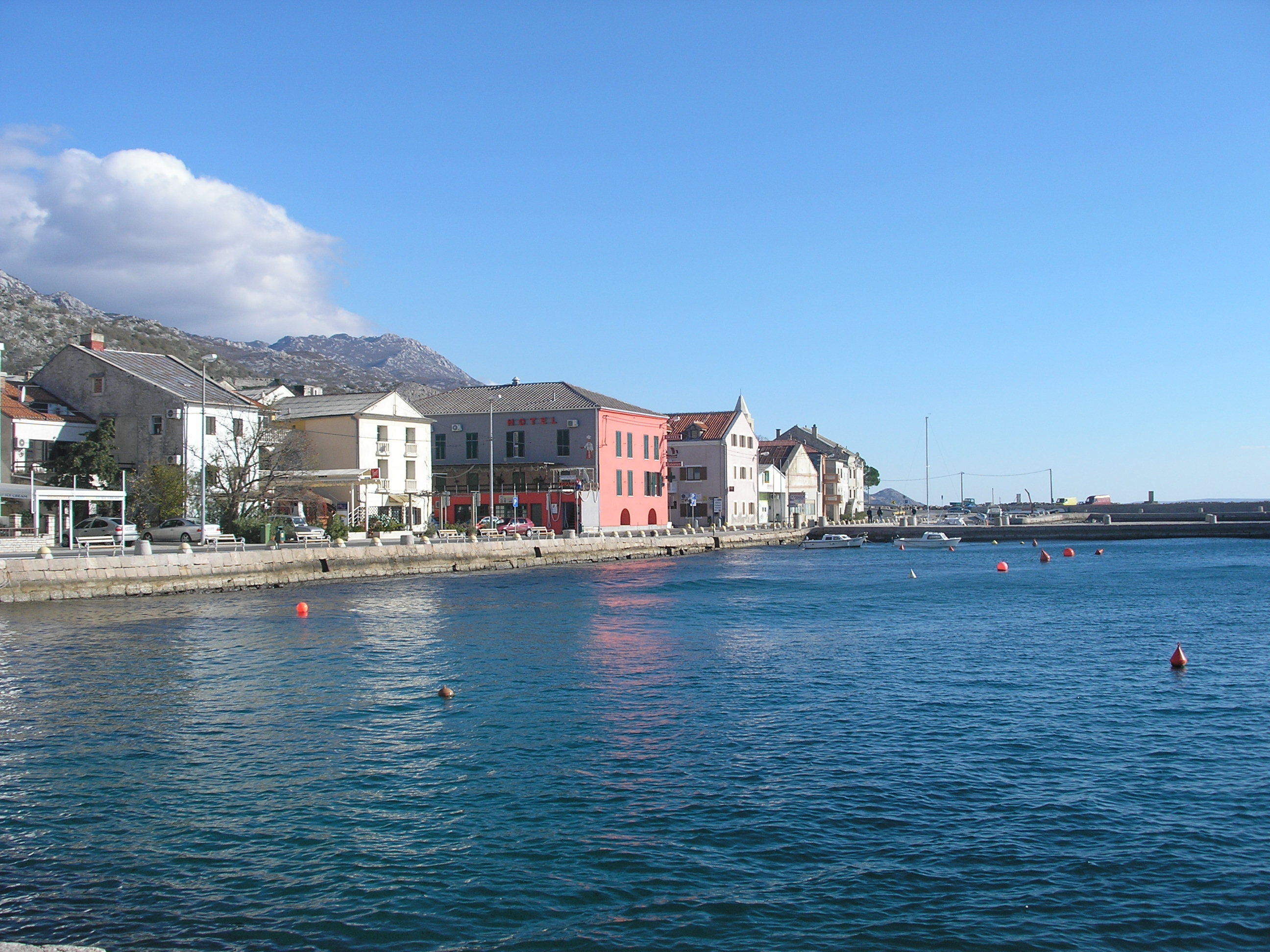
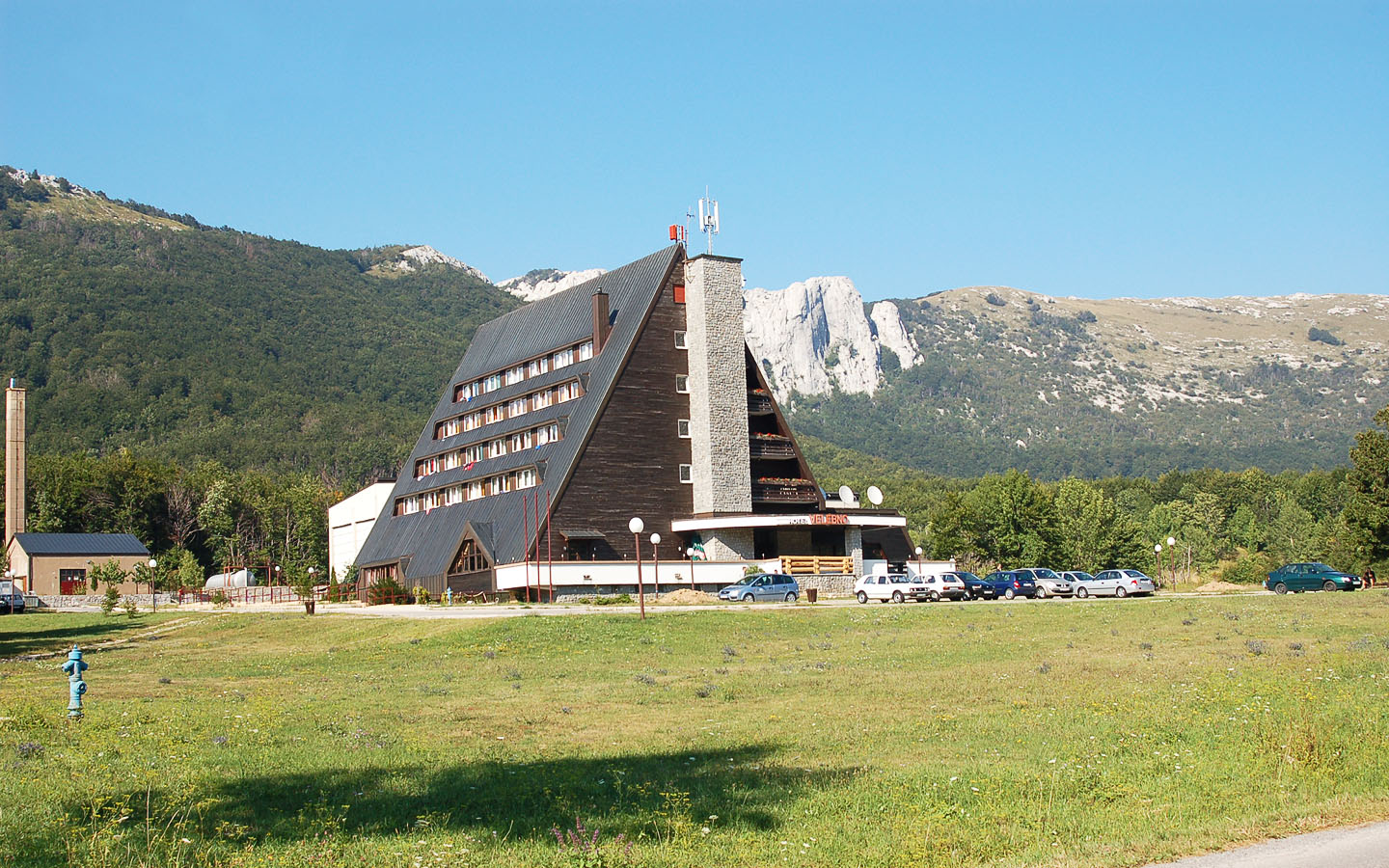